# 스톡피시
스톡피시(Stockfish)는 다양한 데스크톱 및 모바일 플랫폼에서 사용 가능한 자유-오픈 소스 체스 엔진이다. 유니버설 체스 인터페이스를 통해 체스 소프트웨어에 사용할 수 있다.
스톡피시는 상위 체스 엔진 등급 목록에서 꾸준히 1위 또는 1위 근처에 순위를 올렸으며 현재 세계에서 가장 강력한 CPU 체스 엔진으로 간주된다. 톱 체스 엔진 챔피언십에서 12번, 체스닷컴 컴퓨터 체스 챔피언십에 19번 우승했다.

## 기능
스톡피시는 멀티프로세서 시스템에서 최대 1024개의 CPU 스레드를 사용할 수 있다. 스톡피시는 고급 알파-베타 검색을 구현하고 비트보드를 사용한다.